# Kate Miller-Heidke
Kate Miller-Heidke (Brisbane, 16 novembre 1981) è una cantautrice e attrice australiana.
Ha rappresentato l'Australia all'Eurovision Song Contest 2019 con il brano Zero Gravity, classificandosi 9ª su 26 partecipanti nella finale.

## Biografia
Miller-Heidke si è laureata alla St Aidan's Anglican Girls' School nel 1998, ma in precedenza ha anche frequentato il Brigidine College a Indooroopilly. Ha poi proseguito l'università, completando un Bachelor of Music in Classical Voice dal Queensland Conservatorium of Music presso la Griffith University con borsa di studio completa, seguito da un Master in musica alla Queensland University of Technology.

### 2000-2005: Gli inizi, gli Elsewhere, ed i primi EP
Miller-Heidke ha suonato in diverse band di Brisbane prima di esibirsi come solista nel 2002. È stata la voce principale e compositrice della band australiana Elsewere, con i quali ha pubblicato il loro primo EP omonimo nel 2003.
Dal 2002 al 2005 ha preso parte all'annuale cerimonia del Women in Voice, dove ha condiviso il palco con Pearly Black, Margret RoadKnight, Jenny Morris e la voce delle Divinyls, Chrissy Amphlett. La popolarità della Miller-Heidke nella cerimonia gli ha conferito nel 2005 il Helpmann Award per la miglior performance in un concerto contemporaneo in Australia.
Nel giugno del 2004 pubblica Telegram, il primo EP come artista solista, contenente brani scritti da lei in collaborazione con il musicista Keir Nuttall. Nel 2005 ha pubblicato un secondo EP Comikaze, tuttavia sono state prodotte solo 500 copie. Secondo un'intervista del 2007, Miller-Heidke riteneva che il materiale comico del EP fosse stato un errore e ha interrotto la produzione.
Nel 2006 Miller-Heidke è stato invitata da Deborah Conway a prendere parte al Broad Festival Project, con Melinda Schneider, Mia Dyson ed Ella Hooper, dove hanno eseguito i relativi brani.
Miller-Heidke avrebbe continuato a cantare Gilbert and Sullivan con Opera Australia; invece, ha cambiato direzione artistica, spostandosi dal canto classico per concentrarsi sulla musica popolare e sul quando Space They Can not Touch, brano estratto dall'EP Telegram, è diventato un successo nella rete radiofonica giovanile australiana Triple J e nel settembre 2005 è stato nominato "Pick of the Week" da Richard Kingsmill. Grazie al supporto radiofonico, il successo nazionale per Miller-Heidke è notelvolmente incrementato: non solo ha conquistato migliaia di fan, ha anche firmato un contratto discografico, ha ottenuto il suo primo manager, Leanne de Souza, e il suo primo agente, Dorry Kartabani, della all'Agenzia del porto. Miller-Heidke ha poi iniziato a girare il paese in tour con la sua band.

### 2006-2010:Circular Breathing, i primi album in studio e il successo commerciale
Dopo aver firmato un contratto con Sony Australia, Miller-Heidke ha pubblicato il suo terzo EP Circular Breathing nel 2006, seguito dal primo album in studio Little Eve pubblicato nel 2007, ottenendo un disco d'oro.
Nel 2008, viene pubblicato il secondo album Curiouser. Il primo singolo estratto dell'album, Can't Shake It ha debuttato nelle classifiche australiane alla posizione numero 38.
Nell'aprile del 2009, Miller-Heidke ha ottenuto il plauso della critica per la sua interpretazione di Baby Jane in Jerry Springer: The Opera alla Sydney Opera House. Quando Tom Morris l'ha vista in quel ruolo, le ha chiesto di fare un provino per la sua produzione dell' opera teatrale The Death of Klinghoffer di John Adams per English National Opera al London Coliseum; dopo due mesi di prove, Miller-Heidke ha cantato il ruolo della Ballerina Inglese, esibendosi nel suddetto ruolo anche nel Metropolitan Opera a New York.
Il secondo singolo estratto dell'album, The Last Day on Earth ha raggiunto la posizione numero 3 nelle classifica australiana, questo successo ha garantito il ritorno di Curiouser nelle classifiche album nel giro di tre settimane, ottenendo il disco di platino sia per il singolo che per l'album stesso.

### 2011-2013:Fatty Gets a StylisteNightflight
Nel 2011, Miller-Heidke pubblica un album in collaborazione con la sua band Fatty Gets a Stylist, insieme a Keir Nuttal. Il primo estratto dell'album, Are You Ready? è stato utilizzato come accompagnamento per la New York Lottery nelle televisioni statunitensi e in programmi televisivi australiani.
L'album omonimo, rilasciato come Liberty Bell nel mercato internazionale, è stato pubblicato ufficialmente a giugno dove ha la posizione numero novante nelle classifiche australiane.
L'anno successivo, pubblica il suo terzo album da solista Nightflight, con i primi singoli estratti, Ride This Feeling e I'll Change Your Mind, ha debuttato nelle classifiche nazionali rispettivamente alla prima e seconda posizione.

### 2013-2018:O Vertigo!eMuriel's Wedding
Nel 2013, il singolo Ride this Feeling è stato selezionato come brano d'accompagnamento per la campagna pubblicitaria "Visit Brisbane" per Brisbane Marketing come parte del Consiglio di sviluppo economico del Consiglio comunale di Brisbane.
Nel settembre 2013, Miller-Heidke ha annunciato di aver sciolto il contratto con la Sony Australia, che ha descritto come un "colosso aziendale". Ha anche rivelato che sta attualmente lavorando al suo quarto album in studio O Vertigo! indipendentemente, e allestire uno shop su PledgeMusic, impegnando i soldi da utilizzare per l'album e per le donazioni per la protezione della Grande Barriera Corallina. La sua richiesta ha battuto un record su Pledge: in tre giorni ha raggiunto il target prefissato per il suo album e ha continuato a ricevere altre offerte dai propri fan.
Nel 2014, Lyndon Terracini ha annunciato che la compagnia Opera Australia ha commissionato a Miller-Heidke di scrivere e sceneggiare un adattamento teatrale del libro per bambini The Rabbits dello scrittore John Marsden, che sarebbe stato presentato nel 2015. The Rabbits è stato presentato per la prima volta al Perth Festival nel febbraio 2015, acclamato dalla critica. Miller-Heidke ha co-scritto la musica e i testi per il musical Muriel's Wedding, che ha dubuttato alla Sydney Theatre Company nel novembre 2017.

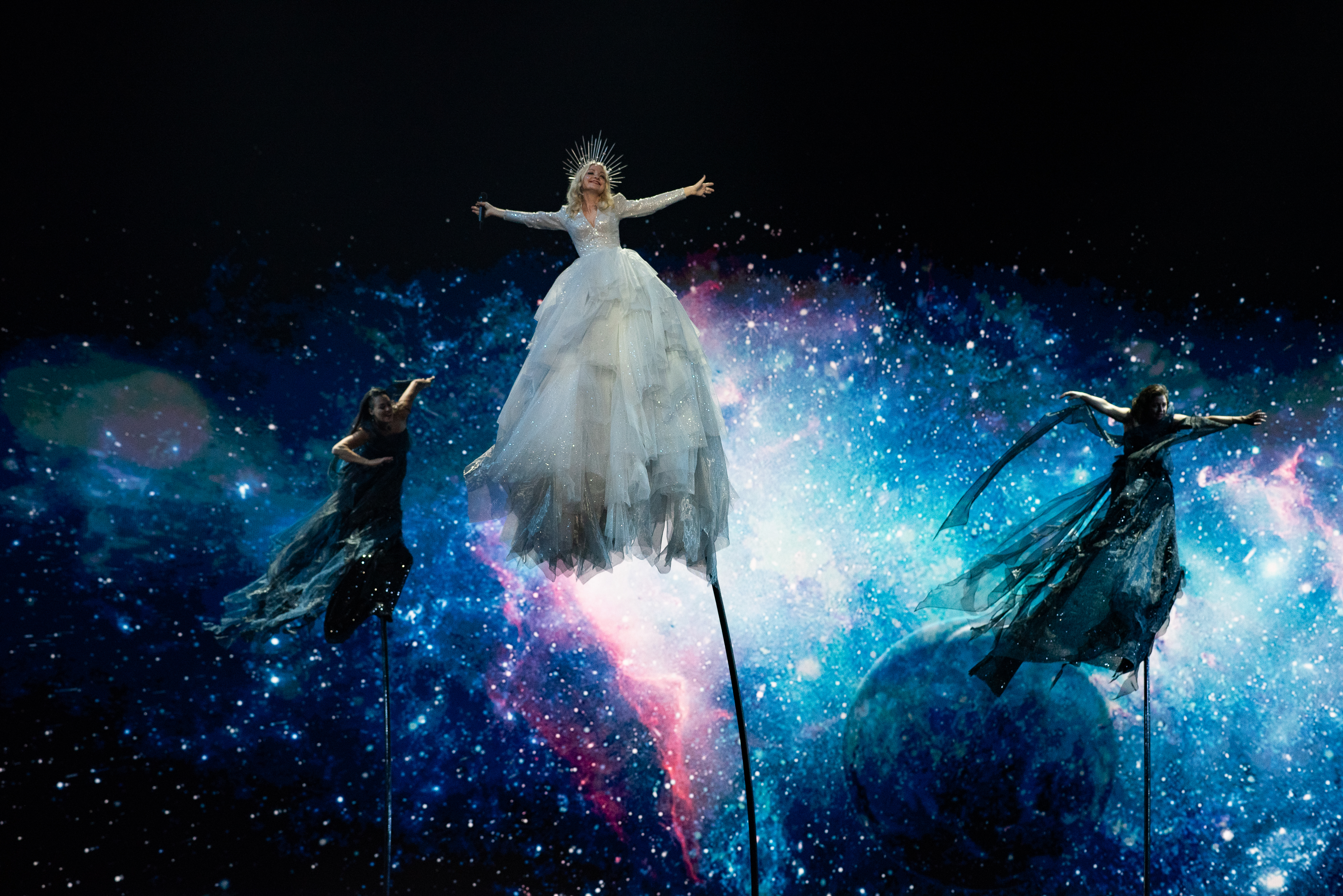
Kate Miller-Heidke all'Eurovision Song Contest

Nel 2017, Miller-Heidke pubblica l'album live Kate Miller-Heidke and the Sydney Symphony Orchestra.

### 2019: L'Eurovision Song Contest 2019
Nel gennaio 2019, Miller-Heidke ha preso parte all'Eurovision - Australia Decides 2019, il processo di selezione nazionale per l'Eurovision Song Contest con il brano Zero Gravity. Nella serata finale del programma, viene proclamata vincitrice avendo vinto sia il voto delle giurie che quello del pubblico. Questo gli concede il diritto di rappresentare l'Australia all'Eurovision Song Contest 2019, a Tel Aviv. Dopo essersi qualificata dalla prima semifinale del 14 maggio, si è esibita per venticinquesima nella finale del 18 maggio successivo. Qui si è classificata 9ª su 26 partecipanti con 284 punti totalizzati, di cui 131 dal televoto e 153 dalle giurie. Ha vinto il voto dei giurati di Polonia e Romania.

## Discografia

### Da solista

#### Album
- 2007 - Little Eve
- 2008 - Curiouser
- 2012 - Nightflight
- 2014 - O Vertigo!
- 2020 - Child in Reverse

#### Album dal vivo
- 2009 - Live at the Hi-Fi
- 2013 - Heavenly Sounds Live
- 2017 - Live at the Sydney Opera House (con la Sydney Symphony Orchestra)

#### Colonne sonore
- 2016 - The Divorce
- 2016 - The Rabbits

#### Raccolte
- 2016 - The Best of Kate Miller-Heidke: Act One

#### EP
- 2004 - Telegram
- 2005 - Comikaze
- 2006 - Circular Breathing
- 2007 - Live at the Playroom

#### Singoli
- 2007 - Words
- 2007 - Make It Last
- 2008 - Space They Cannot Touch
- 2008 - Can't Shake It
- 2009 - Caught in the Crowd
- 2009 - The Last Day on Earth
- 2012 - I'll Change Your Mind
- 2013 - Sarah
- 2013 - Ride This Feeling
- 2014 - Drama
- 2014 - Sing to Me
- 2014 - Offer It Up
- 2015 - I'm Growing a Beard Downstairs for Christmas (feat. The Beards)
- 2016 - Where?
- 2016 - You've Underestimated Me, Dude
- 2019 - Zero Gravity
- 2019 - Ernie
- 2020 - What a Dream (con Michael van der Aa)
- 2020 - I Think of Fire (con Michael van der Aa)
- 2020 - This Is Not Forever
- 2020 - Deluded
- 2020 - A Quiet Voice
- 2020 - Little Roots, Little Shoots

### Collaborazioni
- 2002 - Elsewhere (con gli Elsewhere)
- 2011 - Fatty Gets a Stylist (con i Fatty Gets a Stylist)
- 2020 - Time Falling (con Michael van der Aa)